# Marin malgré lui (film, 1921)
Pour l’article homonyme, voir Marin malgré lui.
Pour plus de détails, voir Fiche technique et Distribution.
Marin malgré lui (titre original : A Sailor-Made Man) est une comédie américaine, en noir et blanc et muet, réalisée par Fred C. Newmeyer et sortie en 1921. Ce film met en scène le comique Harold Lloyd.

## Synopsis
Un jeune homme du genre playboy oisif veut épouser une femme et demande sa main à son père. Celui-ci accepte à la condition qu'il lui prouve qu'il n'est pas un simple playboy mais qu'il peut aussi agir comme un homme responsable et solide. C'est ainsi qu'il s'engage, à contre-cœur, dans la marine…

## Fiche technique
- Titre : Marin malgré lui
- Titre original : A Sailor-Made Man
- Réalisation : Fred C. Newmeyer
- Scénario : Hal Roach, Sam Taylor, Jean C. Havez, H.M. Walker
- Musique : Robert Israel (pour l'édition vidéo de 2002)
- Directeur de la photographie : Walter Lundin
- Montage : Thomas J. Crizer
- Production : Hal Roach, Hal Roach Studios
- Pays d'origine :  États-Unis
- Genre : Comédie
- Durée : 47 minutes
- Dates de sortie :
  - États-Unis : 25 décembre 1921
  - France : 19 octobre 1923
  - Finlande : 10 février 1924
  - Portugal : 21 janvier 1925

## Distribution
- Harold Lloyd : le jeune homme
- Mildred Davis : la jeune femme
- Noah Young : le chahuteur
- Dick Sutherland : Maharajah de Khairpura-Bhandanna
- Fred Guiol : un soldat (non crédité)
- Wallace Howe : le docteur (non crédité)
- Gus Leonard : l'avocat (non crédité)
- Jobyna Ralston : apparition (non créditée)
- Sybil Seely : une femme au harem (non créditée)
- Charles Stevenson : un officier de recrutement (non crédité)
- Leo Willis : un officier de recrutement (non crédité)

## Récompenses et distinctions

### Nominations
- Saturn Award 2006 :
  - Saturn Award de la meilleure collection DVD (au sein du coffret Harold Lloyd Collection)